# توریوم (IV) اورتوسیلیکات
توریوم(IV)اورتوسیلیسات (به انگلیسی: Thorium(IV) orthosilicate) یک ترکیب شیمیایی با شناسه پاب‌کم ۱۸۶۰۱۱ است.
شکل ظاهری این ترکیب، بلورهای قهوه‌ای است.